# 電解水機
電解水機（Water-Ionizer）是依據電化學與電解原理，採用鈦白金（鉑）素材或其它合金材質作為電解槽之電極板，其間配置陶瓷離子分離膜的透析與分離作用。依操作需要，電解槽使用鈦白金電極板的片數（或換算成電極板總面積）已發展至「3極2槽」、「5極4槽」、「7極6槽」以至「9極8槽」。
電解水機電解槽之構造與材質，甚至應用於管路水道自來水源之電解模式，都有別於傳統之電池與電解水操作實驗（製備氫氣及氧氣）。依電解水質之機能需求,一般分為「飲用鹼性離子水」、「外用或環保殺菌用酸性離子水」以及「特別成份的離子水」。電解水機之功率輸出、操作面板及特殊設計都有相當成熟的技術產品推陳出新。

## 應用型飲用水電解水機
電解槽內電極板之間配置離子膜，在電解槽內電極板之負極可以製備出溶存水合陽離子的水溶液，通稱為電解鹼性離子水。
依據法拉第電解定律：普通自來水之主要內溶物為中性鹽硫酸鈣成份，經過一定直流電功率及時間電解，硫酸鈣成份相當比例被電解分離析出，陽（鈣）離子向負極析出並吸引氫氧根離子靠近，水溶液因此呈鹼性。
電解功率愈強，電解時間（電解板之面積愈大或流量愈小）愈長，及陽離子之活性等因素影響，鹼性離子水之pH值愈高，水合陽（鈣）離子之濃度則愈高。
同理，電解前水溶液如溶存氯鹽（氯化鈉）成份，電解析出之陽離子則為水合鈉離子。

## 製備強酸性離子水之電解水機
電解前水質如改為氯化鈉當成主要電解質成份，其濃度僅需約200mg/L，透過較強電解模式，在電極之正極即可以製備出溶存次氯酸離子的較強酸性離子水溶液。
由於酸性在pH值約等於2.7附近，酸性水之正電位(ORP)出現急劇拉升現象，可以達到＋1000 mv以上，這種特殊的酸性離子水經過日本多方單位研究結果，証實具有相當能力的殺菌作用。
應用在農業蟲害防治、食品器具環境消毒、皮膚外傷消炎鎮痛殺菌等方面都有一定的功效，因此得到極力重視和發展。

## 電解水機電解水之電解率
電解標的－硫酸鈣/氯化鈉水溶液「電解率」是飲用電解水機電解水之。在特製的電解槽體中，二電極板間距僅約為3mm，並且在其中間配置「離子透析薄膜」；利用水流給水模式，施以相當電解功率，使得淨化自來水中之導電性溶質，例-硫酸鹽，一定比例被電解分離，這樣帶正負電荷離子，例-鈣離子/硫酸根離子…被電解分離的比例，稱之為「電解率」。
此電解率主要受電解功率、電解時間、電解質元素的活性等因素影響，大致符合化學-法拉第電解定律。

## 常見飲水中溶質的電解率
以硫酸鹽為例，元素鈣與鈉的活性相當，硫酸鈣之電解率略大於氯化鈉。元素鉀之活性遠大於鈉，氯化鉀之電解率遠大於氯化鈉。
依據法拉第電解定律：同樣直流電壓，電解消耗電流愈強，電解率愈高。同樣電壓及電流，電解時間愈長，電解率愈高。如以電解生成之鹼性離子水為例，水溶液之pH值愈高，表示陽離子之析出濃度愈多，不過,實際上鈉離子析出濃度仍有上限，ph值是合併所有析出陽離子的濃度反應的結果，其中當然包括氫離子（巨觀來說並不存在），會以氫氣型態釋出。

## 電導性
電導性是指自來水中常見物質可以傳導電子的性質，水溶液中，類似名詞是「電解質」，一般通稱離子化合物，可以TDS meter測知。例如，硬度約為150mg/L的水質，其TDS值約為280ppm，主成份為「硫酸鈣」及「碳酸氫鈣」，詳見「硬水」。

## 水按硬度分類
- 75 mg/L 以下 「軟水」
- 75～140 mg/L 「中度硬水」
- 140～300 mg/L 「硬水」
- 300 mg/L 以上 「極硬水」

常見飲水之電導率（以TDS計）
| 水別   | 電導率(ppm) | 註記                                   |
| ------ | ----------- | -------------------------------------- |
| 蒸餾水 | 數十ppb     | 純水不導電或電導率以（ppb）計          |
| 雨水   | 10～20      | 空氣中氣體成份導致，例、硫化物         |
| RO純水 | 5~20        | 依逆滲透膜之去除率及材質等因素而定     |
| 礦泉水 | 40~90       | 通常指地面自然湧出，煮沸沒有沉澱物產生 |
| 自來水 | 50～380     | 依地區水源水質而定                     |

### 影響電解水機電解水電解率的因素
1. 電解極板（或離子膜）面積（或稱電解面積大小）。電解面積愈大，對電解槽內水量而言，電解率愈高；又或者意謂，電解時間愈長，電解率愈高
2. 電解電流大小。以一般5片裝電解極板之電解槽為例，製備鹼性水之PH值＝8.5～10.5；電解電流約為 1.5～ 2.5 安培。
3. 離子膜或電解極板表面鈣附著。鈣附著嚴重，電解電流無法導通，將會造成電解率大幅下降情形。
4. 流量因素。電解水時，給水流量由（2.0）降為（1.0）L/min，意謂著電解率將提升為2倍 。
5. 元素活性因素。不同多種元素存在，水溶液之電解將會變得很複雜。當然電解率也就難以估算，僅能依電解水質之檢定，依據結果來計算。